# Campeonato Sudamericano de Clubes de Voleibol Femenino 2021
Campeonato Sudamericano de Clubes de Voleibol Femenino 2021 var den 13:e upplagan av tävlingen, som utser de sydamerikanska klubbmästarna i volleyboll på damsidan. Den spelades 21 till 25 oktober 2021 i Brasilia, Brasilien. I turneringen deltog fem lag från CSV:s medlemsförbund. Praia Clube vann turneringen för tredje gången.. Cláudia da Silva utsågs till mest värdefulla spelare.

## Arenor
|                                                       |  |  |
|                                                       |  |  |
| SESI Taguatinga Stad: Brasilia Kapacitet: - Öppnad: - |  |  |

## Regelverk
Tävlingen spelades som ett gruppspel. Lagens position i respektive grupp bestämdes utifrån (i tur och ordning):
- Poäng;
- Antal vunna matcher
- Kvot vunna/förlorade set
- Kvot vunna/förlorade bollpoäng.

Om slutresultatet blev 3-0 eller 3-1 tilldelades 3 poäng till det vinnande laget och 0 till det förlorande laget, om slutresultatet blev 3-2 tilldelades 2 poäng till det vinnande laget och 1 till det förlorande laget.

## Deltagande lag
| Lag                          | Turnering                                                  |
| ---------------------------- | ---------------------------------------------------------- |
| CD San Martin                | mästare Liga Superior Femenina del Voleibol Boliviano 2021 |
| Brasília Vôlei Esporte Clube | Värdlag                                                    |
| Minas Tênis Clube            | mästare Superliga Série A 2020–21                          |
| Praia Clube                  | 2:a i Superliga Série A 2020–21                            |
| CA Olimpia                   | mästare Liga Uruguaia de Voleibol 2021                     |

## Turneringen

### Resultat
| 21 oktober 2021 SESI Taguatinga, Brasilia Speltid: ? - Åskådare: ? | Brasília Vôlei Esporte Clube | 1 - 3 | Minas Tênis Clube            | 25-23, 22-25, 15-25, 20-25       |
| 21 oktober 2021 SESI Taguatinga, Brasilia Speltid: ? - Åskådare: ? | Praia Clube                  | 3 - 0 | CA Olimpia                   | 25-10, 25-11, 25-8               |
| 22 oktober 2021 SESI Taguatinga, Brasilia Speltid: ? - Åskådare: ? | Praia Clube                  | 3 - 0 | Brasília Vôlei Esporte Clube | 25-19, 25-18, 34-32              |
| 22 oktober 2021 SESI Taguatinga, Brasilia Speltid: ? - Åskådare: ? | CA Olimpia                   | 3 - 1 | CD San Martin                | 25-21, 25-14, 21-25, 31-29       |
| 23 oktober 2021 SESI Taguatinga, Brasilia Speltid: ? - Åskådare: ? | Minas Tênis Clube            | 3 - 0 | CA Olimpia                   | 25-16, 25-10, 25-19              |
| 23 oktober 2021 SESI Taguatinga, Brasilia Speltid: ? - Åskådare: ? | Praia Clube                  | 3 - 0 | CD San Martin                | 25-12, 25-10, 25-12              |
| 24 oktober 2021 SESI Taguatinga, Brasilia Speltid: ? - Åskådare: ? | Minas Tênis Clube            | 3 - 0 | CD San Martin                | 25-14, 25-13, 25-12              |
| 24 oktober 2021 SESI Taguatinga, Brasilia Speltid: ? - Åskådare: ? | Brasília Vôlei Esporte Clube | 3 - 0 | CA Olimpia                   | 25-14, 25-8, 25-11               |
| 25 oktober 2021 SESI Taguatinga, Brasilia Speltid: ? - Åskådare: ? | Brasília Vôlei Esporte Clube | 3 - 0 | CD San Martin                | 25-8, 25-13, 25-13               |
| 25 oktober 2021 SESI Taguatinga, Brasilia Speltid: ? - Åskådare: ? | Praia Clube                  | 3 - 2 | Minas Tênis Clube            | 25-17, 21-25, 25-17, 19-25, 15-7 |

### Sluttabell
| Pos. | Lag                          | Pt | G | V | P | VS | FS | Kvot  | VP  | FP  | Kvot  |
| ---- | ---------------------------- | -- | - | - | - | -- | -- | ----- | --- | --- | ----- |
| 1.   | Praia Clube                  | 11 | 4 | 4 | 0 | 12 | 2  | 6,000 | 339 | 223 | 1,520 |
| 2.   | Minas Tênis Clube            | 10 | 4 | 3 | 1 | 11 | 4  | 2,750 | 248 | 166 | 1,493 |
| 3.   | Brasília Vôlei Esporte Clube | 6  | 4 | 2 | 2 | 7  | 6  | 1,166 | 301 | 249 | 1,208 |
| 4.   | CA Olimpia                   | 3  | 4 | 1 | 3 | 3  | 10 | 0,300 | 179 | 319 | 0,561 |
| 5.   | CD San Martin                | 0  | 4 | 0 | 4 | 1  | 12 | 0,083 | 196 | 329 | 0,595 |

## Slutplaceringar
| Pos | Lag                          | Turnering            |
| --- | ---------------------------- | -------------------- |
|     | Praia Clube                  | VM för klubblag 2021 |
|     | Minas Tênis Clube            | VM för klubblag 2021 |
|     | Brasília Vôlei Esporte Clube |                      |
| 4   | CA Olimpia                   |                      |
| 5   | CD San Martin                |                      |

## Individuella utmärkelser
| Utmärkelse              | Namn               | Lag                          |
| ----------------------- | ------------------ | ---------------------------- |
| Mest värdefulla spelare | Cláudia da Silva   | Praia Clube                  |
| Bästa passare           | Ana Cristina Porto | Brasília Vôlei Esporte Clube |
| Bästa högerspiker       | Brayelin Martínez  | Praia Clube                  |
| Bästa vänsterspiker     | Anne Buijs         | Praia Clube                  |
| Bästa vänsterspiker     | Kasiely Clemente   | Praia Clube                  |
| Bästa center            | Caroline Gattaz    | Minas Tênis Clube            |
| Bästa center            | Thaísa de Menezes  | Minas Tênis Clube            |
| Bästa libero            | Léia da Silva      | Minas Tênis Clube            |